# Bhojpur Dharampur
Bhojpur Dharampur – miasto w północnych Indiach w stanie Uttar Pradesh, na Nizinie Hindustańskiej.
Populacja miasta w 2001 roku wynosiła 24 395 mieszkańców.